# CHU☆TRUE LOVE
《CHU☆TRUE LOVE》为三枝夕夏IN db的第四张单曲。

## 概要
- 这首曲子是三枝夕夏自己想像在四季中最喜欢的“夏天”中所做的。
- 主打歌曲和附属歌曲一起被收录在了第一张专辑里。

## 收录歌曲
1. CHU☆TRUE LOVE
  - 日本电视台『汐留スタイル!』Stylish Play
  - 日本电视台『AX MUSIC-TV』MUSIC BANK
2. 君の瞳の中はミステリー
3. CHU☆TRUE LOVE 〜Instrumental〜
4. 君の瞳の中はミステリー 〜Instrumental〜

## 收录专辑
- 三枝夕夏 IN db 1st 〜君と約束した優しいあの場所まで〜
- 三枝夕夏 IN d-best 〜Smile&Tears〜
- U-ka saegusa IN db Final Best

## 相关链接
- GIZA studio
- 三枝夕夏 IN db
- 小澤正澄